# Burn’s Beck
Der Burn’s Beck ist ein Wasserlauf in Cumbria, England. Er entsteht westlich von Cartmel und fließt in  südlicher Richtung bis zu seiner Mündung in einen unbenannten See. Nach dem Verlassen des Sees fließt er in südöstlicher Richtung unter dem Namen Hill Mill Brook bis zu seiner Mündung in den River Eea.